# Hr.Ms. Willem van Ewijck (1937)

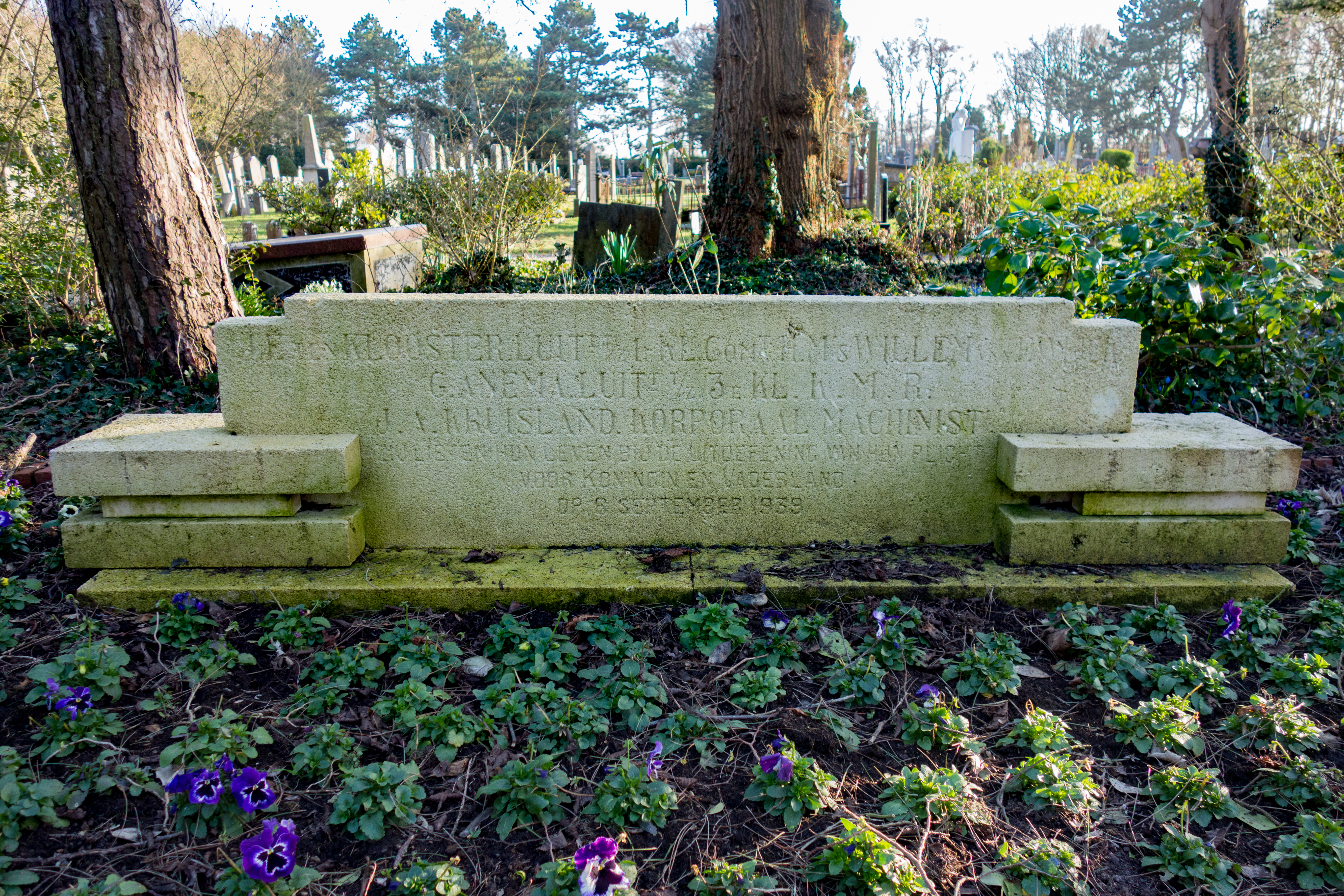
Grafmonument voor de omgekomen bemanningsleden in Huisduinen

De  Hr.Ms. Willem van Ewijck was een Nederlandse mijnenveger van de Jan van Amstelklasse, gebouwd door de scheepswerf P. Smit uit Rotterdam. Het schip was vernoemd naar Willem van Ewijck. De schepen van de Jan van Amstelklasse konden ook ingericht worden als mijnenlegger. Op 8 september 1939 was de Willem van Ewijck samen met de mijnenvegers Jan van Gelder, Abraham van der Hulst, Pieter Florisz. en de mijnenlegger Nautilus bezig met het leggen van mijnenvelden rond de zeegaten van de Waddeneilanden. Voor de juiste ligging van zo'n veld moest in verband met de stroom hier en daar een mijn worden opgeruimd. Bij het vegen van zo'n mijn, wat gedaan werd met behulp van een mitrailleur, dreef de Willem van Ewijck door een sterke stroom over een andere mijn. Het schip werd midscheeps getroffen, brak in tweeën en zonk. Bij dit incident verloren 30 bemanningsleden het leven.